# Turrialba Volcano nationalpark
Turrialba Volcano nationalpark är en nationalpark i Costa Rica.   Den ligger i provinsen Cartago, i den centrala delen av landet, 40 km öster om huvudstaden San José. Turrialba Volcano National Park ligger 3 070 meter över havet.